# Hyphantrophaga blandoides
Hyphantrophaga blandoides är en tvåvingeart som beskrevs av Thompson 1963. Hyphantrophaga blandoides ingår i släktet Hyphantrophaga och familjen parasitflugor. Inga underarter finns listade i Catalogue of Life.